# Lionel Godart
Lionel Godart est un artiste peintre abstrait français né le 24 juin 1949 à Paris où il vécut, installé au 1, rue des Rigoles. Il est mort des suites d'une longue maladie à Paris le 5 novembre 2020.

## Biographie

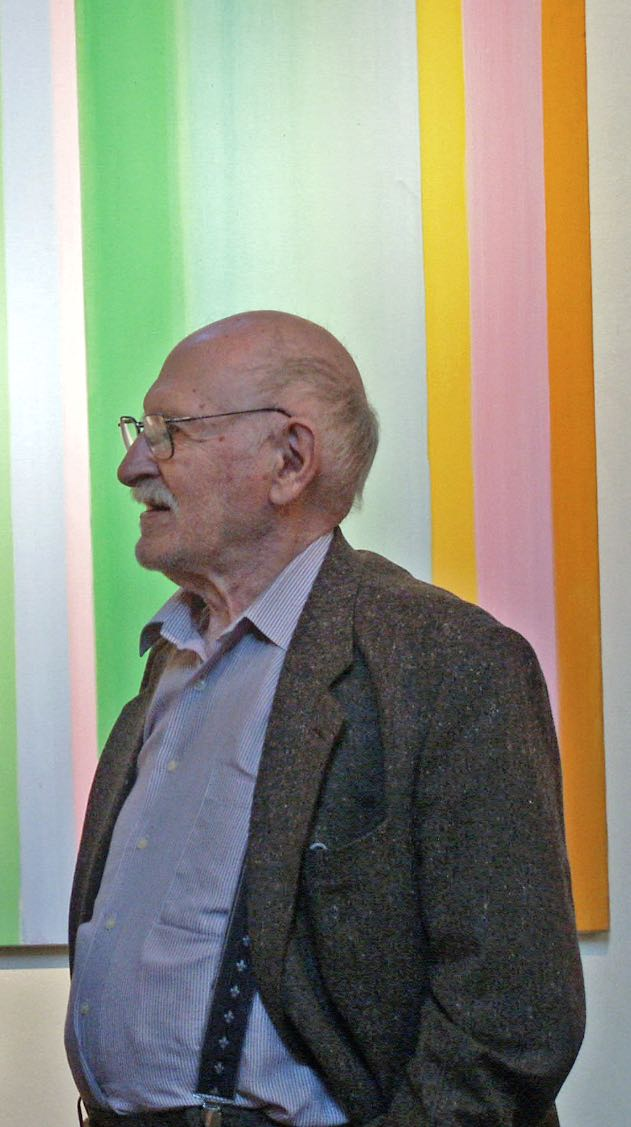
Michel Carrade

Après avoir soutenu une thèse d'esthétique, Lionel Godart s'investit dans la peinture en 1975, décision qu'il restituera comme influencée par la rencontre de Michel Carrade à l'École alsacienne de Paris, tout en soulignant comme fondamentales les amitiés de Roland Barthes et de Sylvano Bussotti qui tous deux l'ont connu d'abord pour ses écrits poétiques, puis pour sa peinture.
C'est dès 1983 que Gérard Xuriguera situe Lionel Godart, avec notamment Pierre Buraglio, Dominique Thiolat, Tony Soulié, Marcel Alocco, Christian Sorg, Christian Bonnefoi, Pierrette Bloch, Denis Castellas, Patrick Lanneau, Jean Mazeaufroid et Laura Lamiel, parmi les artistes émergents qui s'inscrivent dans le renouveau de l'art abstrait en obéissant « à des pulsions et à des savoirs qui ne sont plus symboliques, puisqu'ils entendent démonter les mécanismes de la peinture, où l'idéologie n'interfère peut-être plus, où les sentiers tortueux de la théorie ne sont peut-être plus aussi contraignants, mais tous ont conscience d'appartenir à une génération qui a eu le mérite de poser les questions nécessaires et essentielles à l'objet de leur représentation ».

## Expositions

### Expositions personnelles

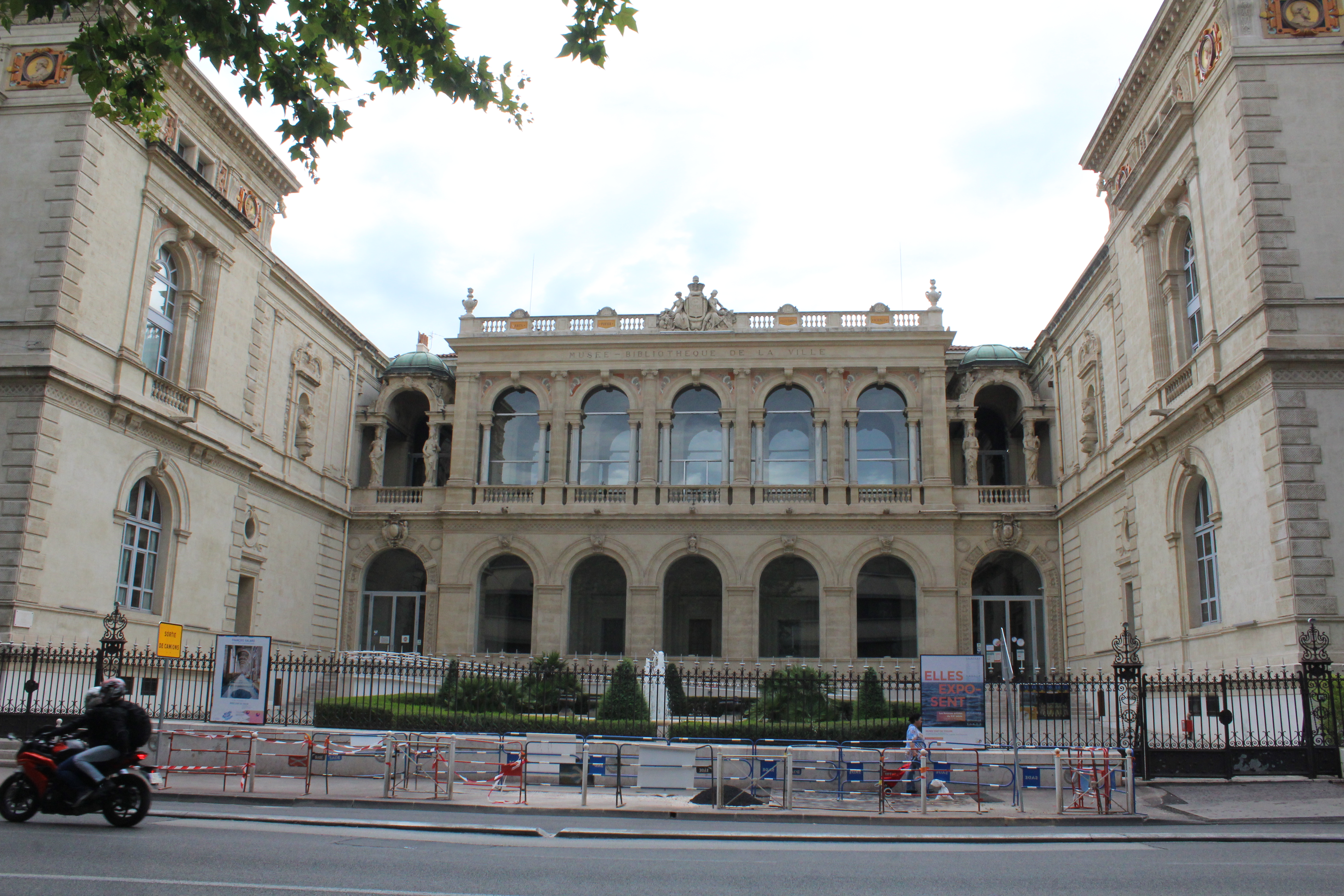
Musée d'Art de Toulon

. Galerie Frédéric Altmann, Nice, 1978
- Abbaye Sainte-Croix, Les Sables-d'Olonne, 1975[4].
- Galerie Françoise Palluel, Paris, 1979, 1980[4].
- Galerie Lempen, Zurich, 1980[4].
- Musée d'Art de Toulon, mars-avril 1981.
- Galerie Déclinaisons, Rouen,, 1981.
- Centre d'action culturelle Jacques-Prévert, Villeparisis, avril-juin 1984[5].
- Galerie Arnoux, Paris, 1999[4].
- Galerie Doyen, Vannes, février-mars 2017[6].

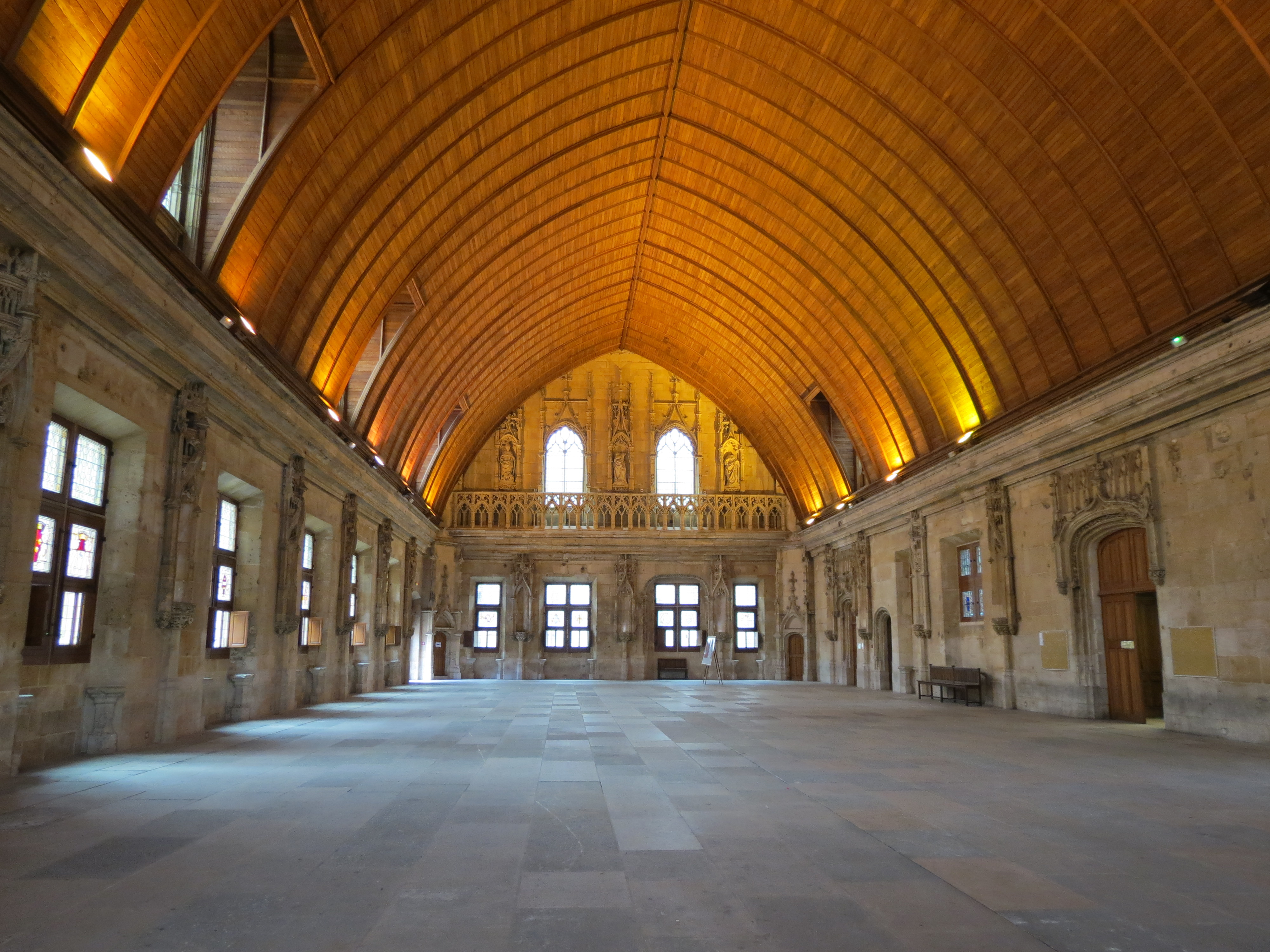
Salle des procureurs, palais de justice de Rouen

### Expositions collectives

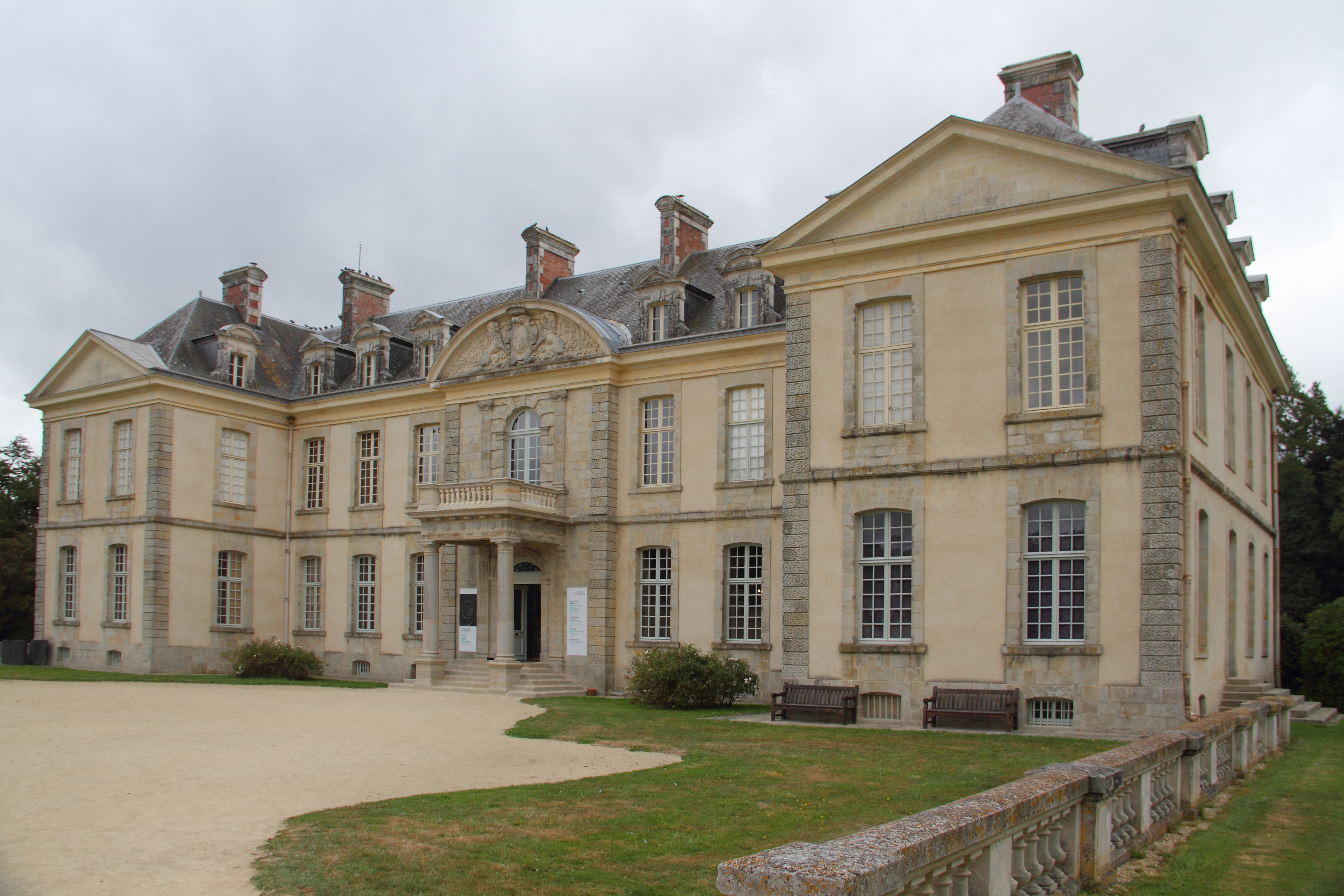
Château de Kerguéhennec

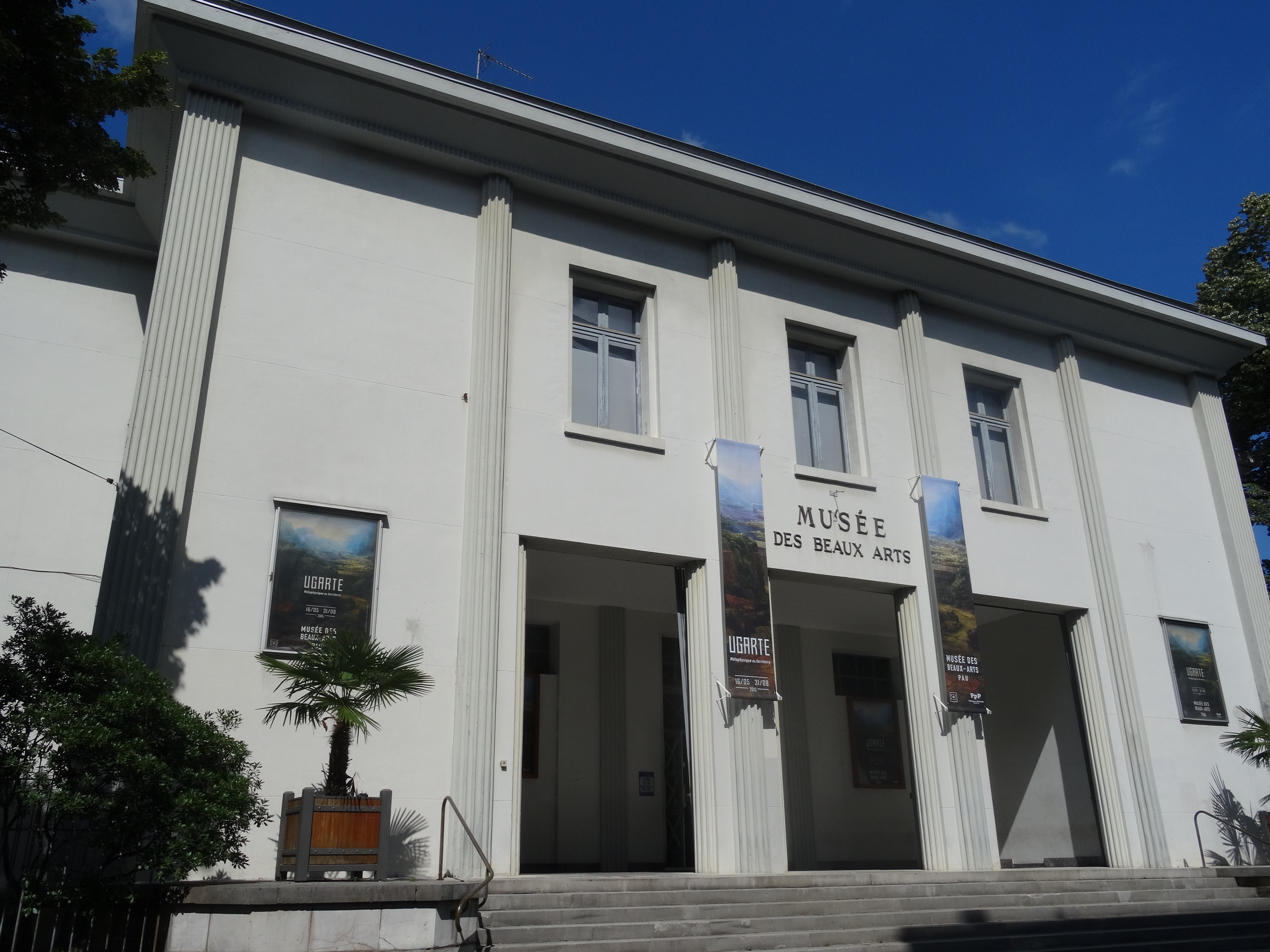
Musée des Beaux-Arts de Pau

- Maison des Beaux-Arts, Paris, 1969[4].
- Le Tondo de Monet à nos jours, Musée Sainte-Croix des Sables-d'Olonne, 1979[2].
- Guy Chaplain, Lionel Godart, Denis Godefroy, Alain Lambillotte, Galerie Déclinaisons, Rouen, 1979.
- Peintures contemporaines, Fondation Maeght, Saint-Paul-de-Vence, 1980[2].
- Foire internationale d'art contemporain, Paris, 1980[2].
- Salon d'art contemporain de Montrouge, 1981, 1982, 1983[2].
- Epoke - Jean-Pierre Bourquin, Lionel Godart, Denis Godefroy, salle des procureurs du Palais de justice de Rouen, 1988.
- 50 artistes, une collection - Société des Amis de la Fondation Maeght, 45 ans d'acquisitions, Fondation Maeght, Saint-Paul-de-Vence, décembre 2011 - mars 2012[7].
- Fondation Maeght - De Giacometti à Tàpies, cinquante ans de collection, Centre d'art contemporain du château de Kerguéhennec, juin novembre 2014[8].
- Espace, Espaces ! Nouveau regard sur la collection de la Fondation Maeght, Fondation Maeght, Saint-Paul-de-Vence, mars-mai 2016[9].
- Quasar, la collection, Musée des Beaux-Arts de Pau, octobre 2019 - février 2020[10].

## Citations

### Dits de Lionel Godart
- « La toile fonctionne comme un leurre : elle piège du sens dans le regard du public et je crois en être l'auteur. » - Lionel Godart[11]

### Réception critique

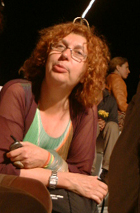
Marie-Claude Beaud

- « Lorsque Lionel Godart présente son travail de peintre, les références historiques et esthétiques ne sont pas niées, mais ici affirmées, utilisées même comme source et comme outil de connaissance. La couleur est élément de vocabulaire, elle repousse la description de la forme aux angles du tableau. Cet extrémisme n'exclut pas un balayage sensible de la toile et un traitement tendu de la couleur. » - Marie-Claude Beaud[12]
- « Entre Henri Matisse et Robert Motherwell, il s'approprie l'espace artistique contemporain : "…ce que la peinture doit être aujourd'hui, c'est un franchissement, c'est s'engager en elle même, plus loin dans ce peindre, la peinture (…), soit faire l'exercice d'une synthèse : peindre plus le déjà peindre". Et c'est la seconde alternative qu'il choisit, s'appliquant à peindre de vastes monochromes, dans lesquelles la couleur est toute puissante, puis laissant réapparaître, quelques années plus tard, des figures sans identité, aux courbes harmonieuses. Des surfaces abstraites aux corps nus cernés de noir, le traitement est le même, les couleurs vaporeuses envahissent la toile, s'interpénètrent sans jamais se rencontrer, le souci de la forme est constant. Le regard bascule, la toile, aux multiples variations, incitant à la méditation. » - Laurence Lehoux[2]
- « Pour Robert Motherwell, un tableau est "un acte moral exaltant l'audace, l'intégrité, la sensualité". Cette citation s'adapte parfaitement à l'œuvre de Lionel Godart. Fragment de rêve, monde à peine entrouvert, Lionel Godart nous force à découvrir des possibilités de communication avec nous-mêmes, interrogation et constat de la solitude, chaque pas hésitant, moment présent, sable mouvant. On bascule dans un autre monde, mur, miroir sans tain, sensualité de la matière, projeté au grand jour, attirant, vertige, charnel. » - Frédéric Altmann[11]

## Collections publiques
- Fonds régional d'art contemporain d'Alsace, Sélestat, Diagonale, huile sur toile 162x130cm, 1982[13],[14].

Fondation Maeght, Saint-Paul de Vence

## Collections privées
- Fondation Maeght, Saint-Paul-de-Vence, Éloge II, huile sur toile 192x195cm, 1979[8].
- Quasar (collection Anne-Marie et Jean-Jacques Lescougues), Saint-André-de-Cubzac, 14 peintures[15].
- Anne Roger, Nice[16].
- Michel Seguin[17].